# Eidé Norena

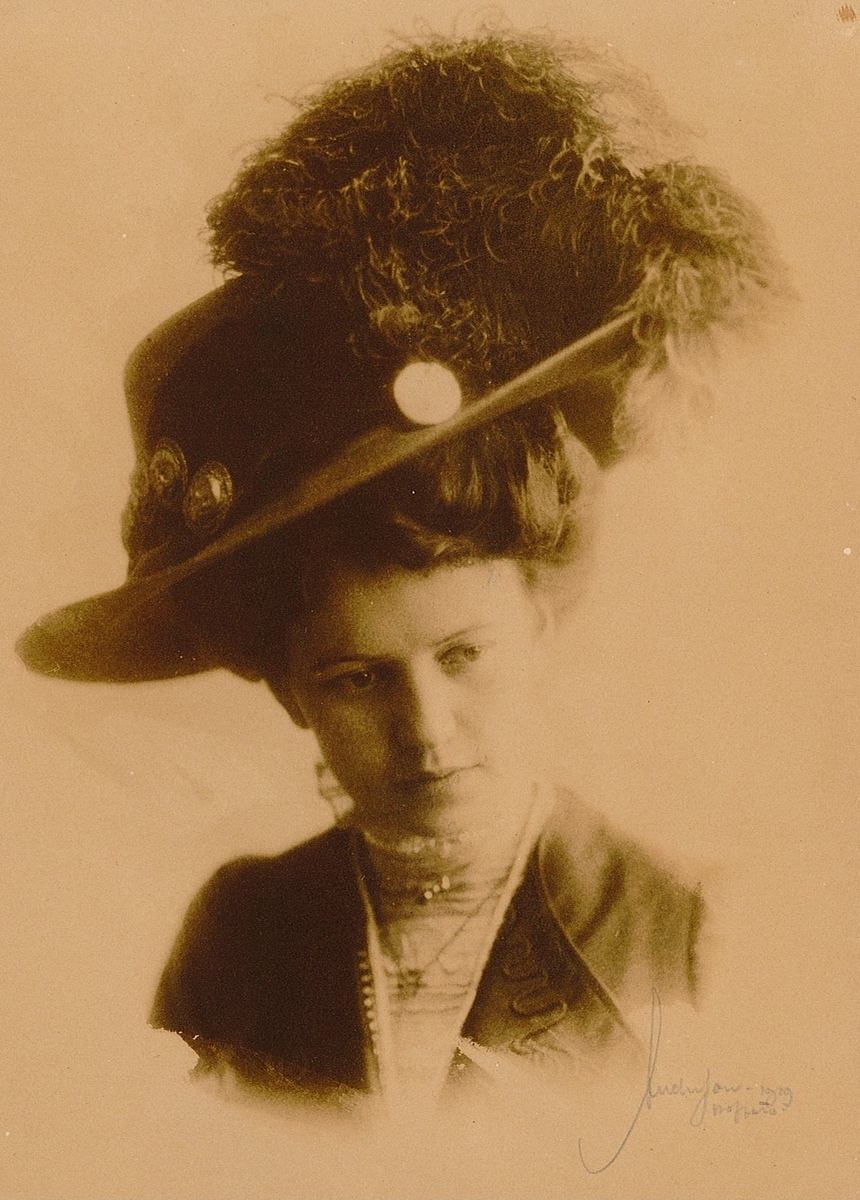
Eidé Norena, 1909

Eidé Norena (geb. 26. April 1884 in Horten; gest. 13. November 1968 in Lausanne) war eine norwegische Opernsängerin (Sopran).

## Leben und Wirken
Kaja Andrea Karoline Hansen wurde 1884 als Tochter von Gullik Hansen (1852–1892) und Susanne Anette Marie Møller (1857–1921) geboren. Am 29. Mai 1909 heiratete sie den Schauspieler Egil Næss Eide (1868–1946). Nach der Auflösung der Ehe heiratete sie 1939 den Rechtsanwalt und Geschäftsmann Henry Myron Blackmer (1872–1962). Den Künstlernamen Eidé Norena nahm sie in den 1920er Jahren an.
Sie erhielt Gesangsunterricht bei Helene Aschehoug und Ellen Gulbranson und studierte später in Weimar, London, und Paris – unter anderem bei Raimund von Zur Mühlen. Ihren ersten Auftritt hatte sie im Jahr 1903 in ihrem Heimatort Horten, weitere folgten in Kristiania und Horten. Am 18. März 1905 debütierte sie in Oslo zusammen mit der Pianistin Hildur Andersen. Der Direktor des Nationaltheaters Bjørn Bjørnson holte sie daraufhin an sein Haus. 1907 gab sie ihr Operndebüt als Amor in Glucks Orfeo ed Euridice. Noch im selben Jahr sang sie Suzuki in Puccinis Madama Butterfly und ein Jahr später Aagot in Thranes Fjeldeventyret und die Titelrolle in Olsens Laila. Im Jahr 1909 gelang ihr der Durchbruch mit der Titelrolle von Madame Butterfly.
Nach Auftritten am Königlichen Theater in Stockholm sang sie an der Mailänder Scala (1924), am Covent Garden in London (1924–1925, 1930–1931, 1934 und 1937) und an der Pariser Oper (1925–1937). Sie war Mitglied der Chicago Opera (1926–1928) und von 1933 bis 1938 der Metropolitan Opera in New York, wo sie 1933 ihr Debüt als Mimi (La Bohème) gab. Konzertreisen führten sie durch die USA. Von 1935 bis 1938 nahm sie auch an den Festivals in Salzburg teil. Zu ihren besten Rollen gehörten Mathilde in Guillaume Tell, Violetta in La traviata, Marguerite in Les Huguenots, die 3 Heldinnen in Les contes d’Hoffmann und Desdemona in Othello. Als Desdemona gab sie im Frühjahr 1938 ihre letzte Aufführung in der Pariser Oper. Ihre letzte Aufführung fand am 26. Februar 1939 in Horten statt.
1940 zog sie in die Schweiz, wo sie im Alter von 84 Jahren in Lausanne starb. Sie wurde auf dem Vår Frelsers Gravlund beigesetzt.

## Auszeichnungen
- Trägerin der Verdienstmedaille des Königs in Gold
- Mitglied der Ehrenlegion
- Ritter 1. Klasse des Sankt-Olav-Ordens
- 1934, 23. Oktober: dänische Verdienstmedaille Ingenio et arti[2]